# Хрест «За військові заслуги» (Брауншвейг)

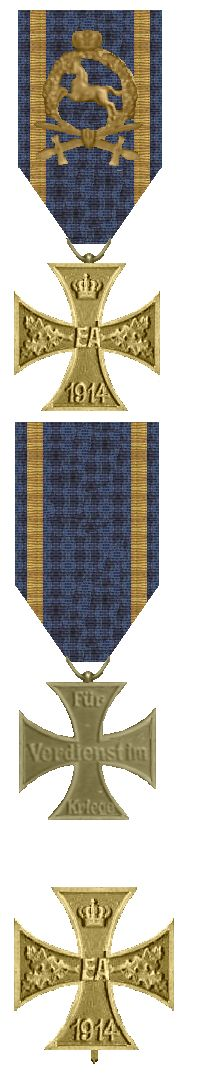
Хрести «За військові заслуги» 2-го (аверс і реверс) і 1-го класу.

Хрест «За військові заслуги» (нім. Kriegsverdienstkreuz), відомий також як Хрест Ернста Августа (нім. Ernst-Augustkreuz) — німецька військова нагорода часів Першої світової війни. 

## Історія
Хрест був заснований 23 жовтня 1914 року герцогом Брауншвейга Ернстом Августом для нагородження за заслуги на війні незалежно від звання.
23 жовтня 1914 року був заснований хрест для комбатантів, 17 листопада 1915 року був заснований хрест для некомбатантів. 
20 березня 1918 був заснований хрест 1 класу у вигляді нагрудної брошки. Таким чином спочатку заснований хрест став хрестом 2-го класу. Таким чином це зрівняло нагороду з іншими хрестами Першої світової війни, такими як прусський Залізний хрест.

## Опис
Знак — хрест із бронзи, в центрі якого знаходиться монограма у вигляді літер ЕА (Ernst August). На верхньому кінці хреста — зображення герцогською корони, на нижньому — дата «1914». На бічних кінцях хреста — зображення дубових гілок. На зворотному боці хреста — напис «FÜR VERDIENST IM KRIEGE» («За заслуги на війні»), розташована на верхньому, бічних і нижньому кінцях хреста відповідно.
Хрест 1-го класу носився на лівій стороні грудей без стрічки, хрест 2-го класу — на стрічці на лівій стороні грудей: синя стрічка з жовтими смужками для комбатантів і жовта стрічка з синіми смужками для некомбатантів.